# Bagband
Bagband ist eine Ortschaft in der Gemeinde Großefehn, Landkreis Aurich, in Ostfriesland. Sie liegt auf einer Höhe von sechs Metern über NN etwa 15 km südlich von Aurich unmittelbar an der Grenze zum Landkreis Leer. Bagband wurde urkundlich erstmals 1454 erwähnt, zählt etwa 360 Einwohner und erstreckt sich auf einer Fläche von knapp 13,15 km².

## Geschichte

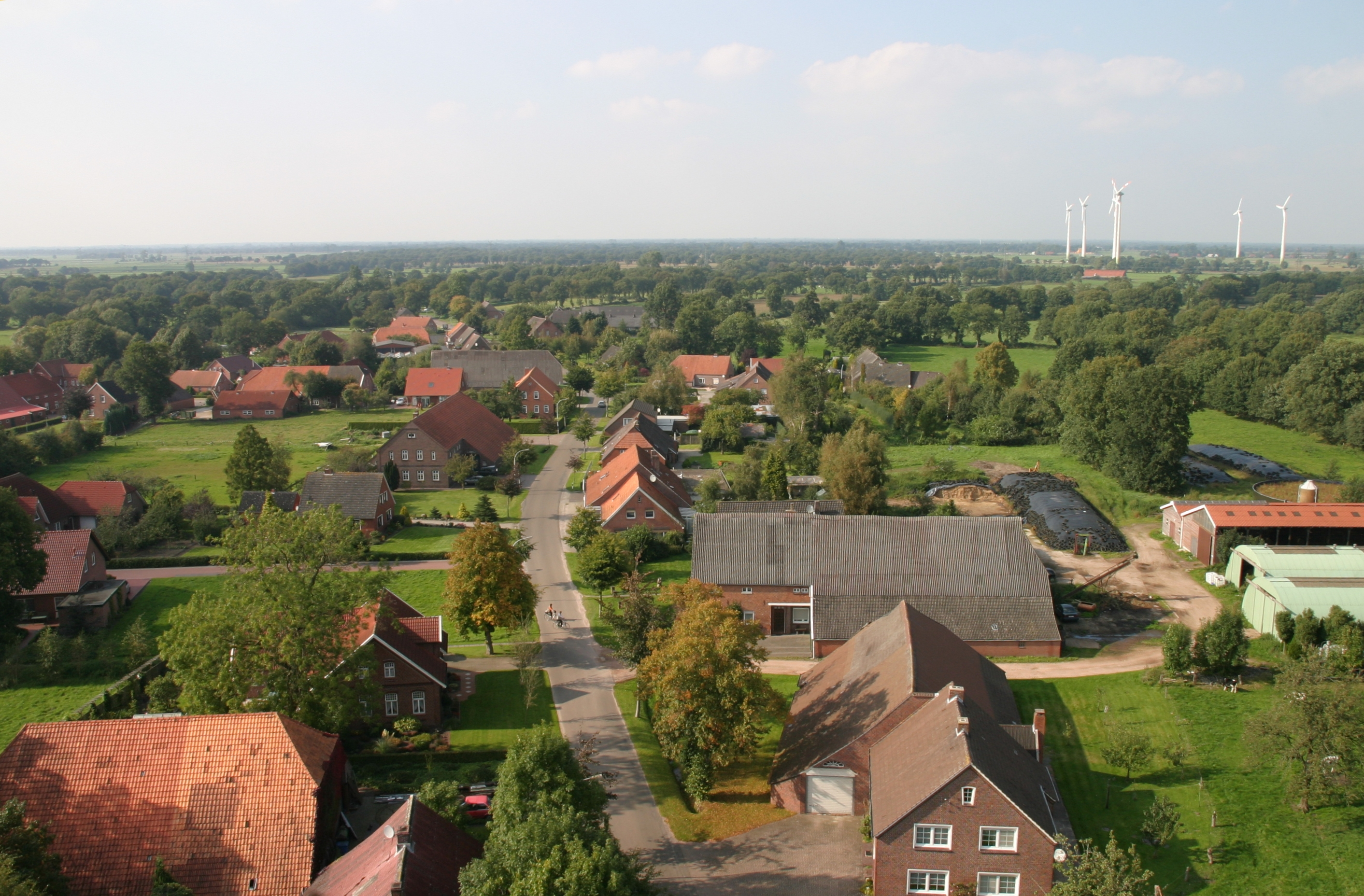
Blick vom Kirchturm

Über das Alter der Ortschaft liegen bestimmte Nachweise nicht vor. Die frühesten Spuren einer Ortsansiedlung reichen nach Ansicht der Heimatforscher B. Uphoff und A. Schöneboom bis in die jüngere Steinzeit (3000–2000 v. Chr.) zurück.
Die älteste urkundliche Erwähnung stammt vom 17. März 1454. In dieser Urkunde verpfändet Hippe zu Strackholt „Immobilien in näher bezeichneten Orten zu beiden Seiten der Spetze“. Genannt werden die Ländereien „tho Strackholte, Bacbande, Tymmeln, Hatzehusen unde to Oldendöp“. Im Mittelalter gehörte Bagband zu den „Hooge Loogen“.
Wann der Name Backbant entstanden ist, lässt sich nicht ermitteln, ebenso ist die Herkunft des Namens nicht eindeutig belegt.
Nach Schöneboom beschreibt der im Jahre 1454 festgehaltene Name Backband die Lage des Dorfes auf einem erhöhten Landrücken, der durch ein fließendes Wasser umschlossen wird. Die Silbe back stammt aus dem Altsächsischen und deutet auf eine prähistorische Gewässerbezeichnung hin. Die Endsilbe bant betrifft den Landrücken und bedeutet „Glied eines Ganzen“. Das Ganze ist der Geestrücken Bagband-Strackholt, der Teil dieses Ganzen meint den Ort Bagband.
Bagband ist ein altes Dorf. Die umgebenden Moorflächen gehören hier den Einwohnern. In neueren Siedlungen wie Spetzerfehn, Firrel oder Voßbarg gehörten diese einer Fehnkompanie.
Am 1. Oktober 1900 wurde die Kleinbahnstation in Betrieb genommen. 1919 erhielt der Ort eine genossenschaftliche Stromversorgung. Der Ortsteil Südermoor wird 1924 angeschlossen, Heselerhörn erst 1958.
102 Landwirte gründeten 1910 die Molkereigenossenschaft Bagband, deren Einzugsgebiet sich von Mittegroßefehn, Ulbargen, Gut Stikelkamp über Bagband, Strackholt, Fiebing, Zwischenbergen, Voßbarg bis nach Aurich-Wiesmoor erstreckte. Sie verarbeitete zeitweilig bis zu 25 Millionen Liter Milch im Jahr. Nach der Aufgabe vieler kleinerer Milchbetriebe stellte die Molkereigenossenschaft ihre Tätigkeit Ende 1992 ein. Die meisten ehemaligen Genossen schlossen sich den Ammerländer Milchwerken an.
Am 1. Juli 1972 wurde Bagband in die neue Gemeinde Großefehn eingegliedert.

## Politik
Der Ortsrat, der den Ortsteil Bagband vertritt, setzt sich aus fünf Mitgliedern zusammen. Die Ratsmitglieder werden durch eine Kommunalwahl für jeweils fünf Jahre gewählt. Die aktuelle Amtszeit begann am 1. November 2021 und endet am 31. Oktober 2026.
Bei der Kommunalwahl 2021 ergab sich folgende Sitzverteilung:
- Bagbander Wählerliste (WL): 5 Sitze

## Sehenswürdigkeiten

### Die Bagbander Kirche

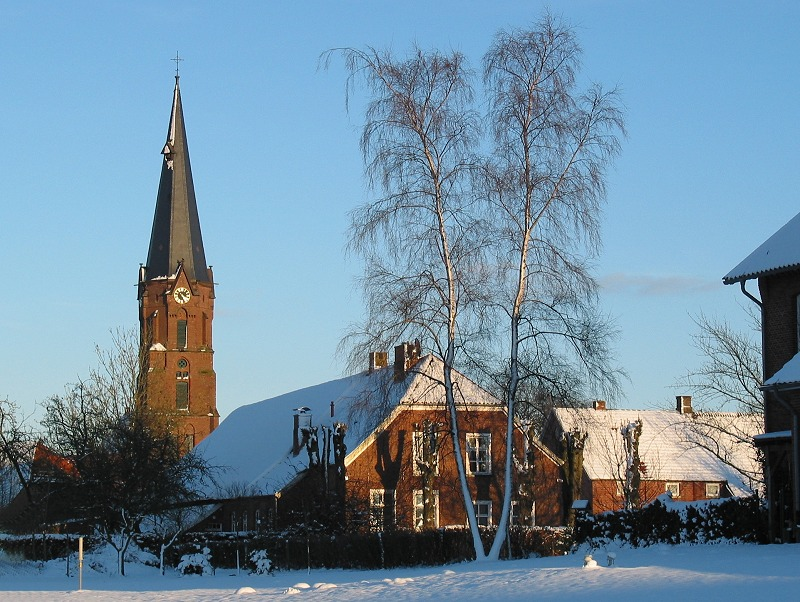
Evangelische Kirche Bagband mit Pleishof

Die Bagbander Kirche wurde Mitte des 13. Jahrhunderts im Stil der Backsteinromanik gebaut. Die heutige Form ist die eines rechteckigen Langschiffes. In früheren Zeiten waren noch einige Anbauten vorhanden, wie eine Apsis und eine Überdachung der Eingangstür an der Nordwand. Der ursprünglich nordwestlich der Kirche stehende Glockenstuhl mit drei Glocken, war Ende des 19. Jahrhunderts so stark baufällig, dass er nicht mehr genutzt werden konnte. Er wurde abgerissen und durch einen 50 Meter hohen Kirchturm im neugotischen Stil am Westgiebel ersetzt. Im Innern der Kirche sind einige Plastiken aus dem 15. Jahrhundert zu sehen, darunter die Kreuzigungsgruppe und eine Strahlenmadonna. Die Kanzel mit den vier Evangelisten stammt aus dem Jahre 1654. Des Weiteren gibt es eine historische Eckmann-Orgel aus dem Jahre 1775.

### Die Bagbander Mühle

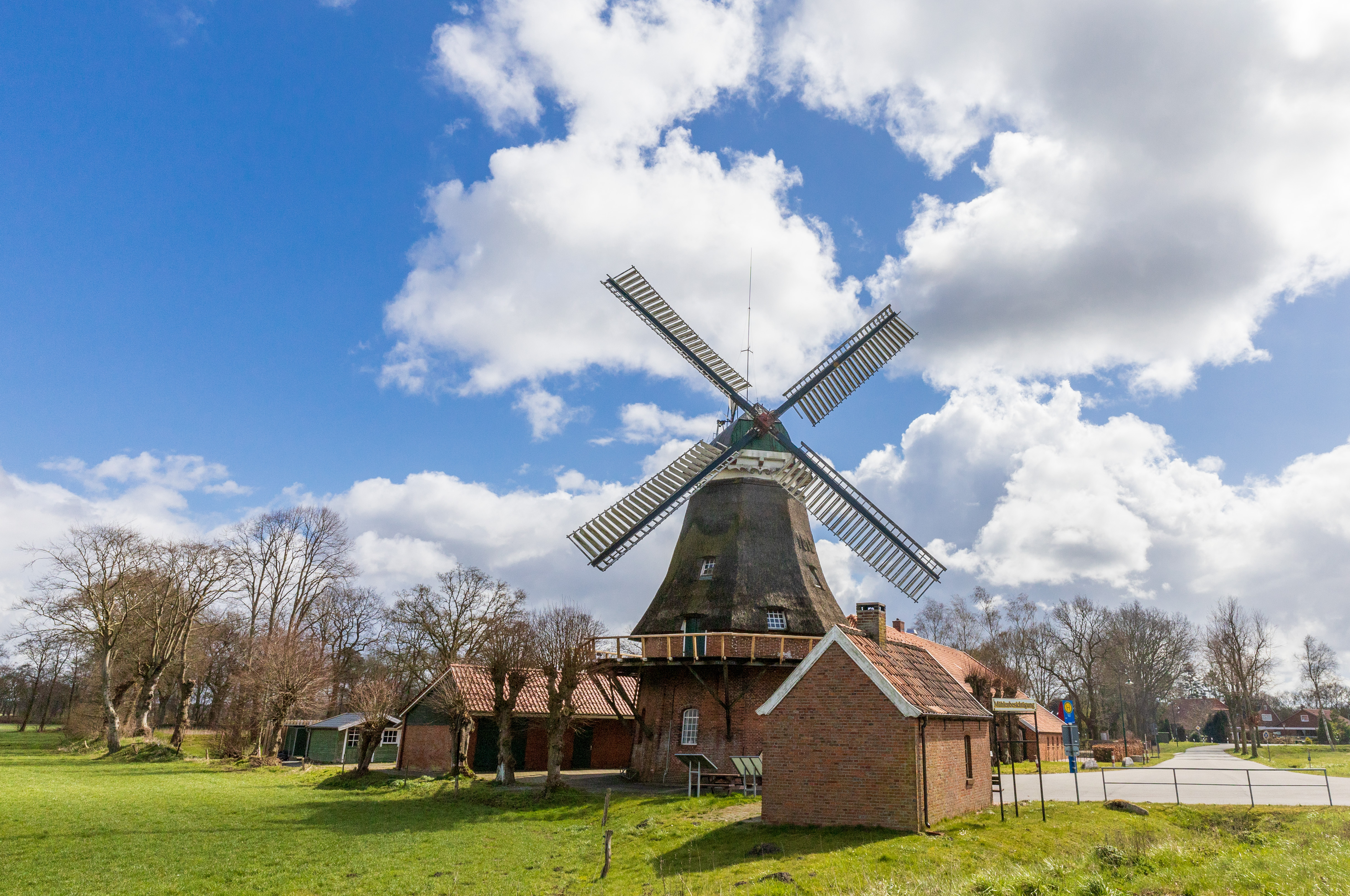
Bagbander Mühle mit Mühlenhof

Die Bagbander Mühle ist eine Galerie-Holländerwindmühle aus dem Jahre 1812. Die Mühlenflügel waren bis etwa 1910 mit Segeln bestückt, von 1911 bis 1973 hatte die Windmühle Jalousieflügel, dann von 1974 bis 1999 wieder Segelgatterflügel, während sie jetzt wieder mit vier Jalousieflügeln ausgestattet ist. Das Mauerwerk besteht aus einem Achteck aus gebackenen Ziegelsteinen, in Muschelkalk gemauert. Die Mühle hat zwei Mahlgänge. Zur Kornförderung dienen ein Elevator und ein windbetriebener Flaschenzug. Die Steine eines Mahlganges haben ein Gewicht von 25 Zentnern. Der obere Stein ist der Läufer (Leoper), während der darunter liegende Stein als Bodenstein (Ligger) bezeichnet wird. Beim Schärfen der Steine wird mittels eines Kranes jeweils der obere Stein abgehoben. Die Kappe ist aus Bongossi-Holz gefertigt und mit einem Kupferdach abgedeckt. Die Mühle ist reetgedeckt und erreicht bei gutem Wind eine Leistung von 75 PS.

### Der „Hartog Hinnerk Steen“

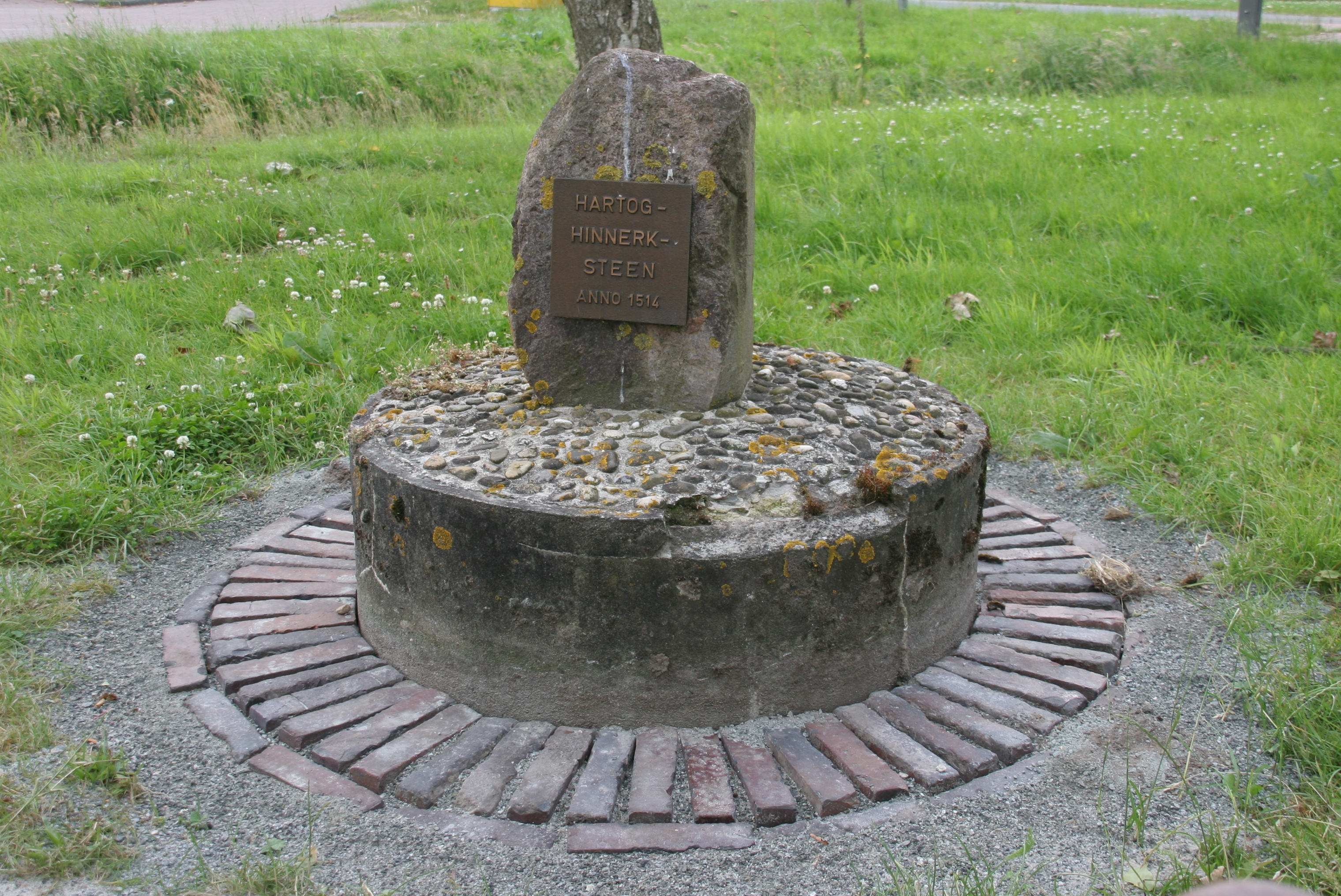
Der Hartog Hinnerk Steen

Auf dem Platz neben der Kirche findet man einen gut 50 cm hohen Feldstein, in dem die Buchstaben „HH“ geschlagen sind. Die Buchstaben stehen für „Hartog Hinnerk“, womit Herzog Heinrich von Braunschweig gemeint ist. Dieser Gedenkstein erinnert an die Belagerung der Festung Leerort im Jahre 1514. Leerort wurde damals nicht allein von Söldnern, sondern auch von ostfriesischen Bauern, worunter sich auch Bagbander befanden, verteidigt. Nachdem diese mit Beendigung der Belagerung, hervorgerufen durch den Tod von Herzog Heinrich, der durch eine Kanonenkugel getroffen wurde, nach Bagband zurückkehrten, richteten sie den Stein auf und meißelten die Buchstaben hinein.

### Ostfriesen Bräu mit Brauereimuseum

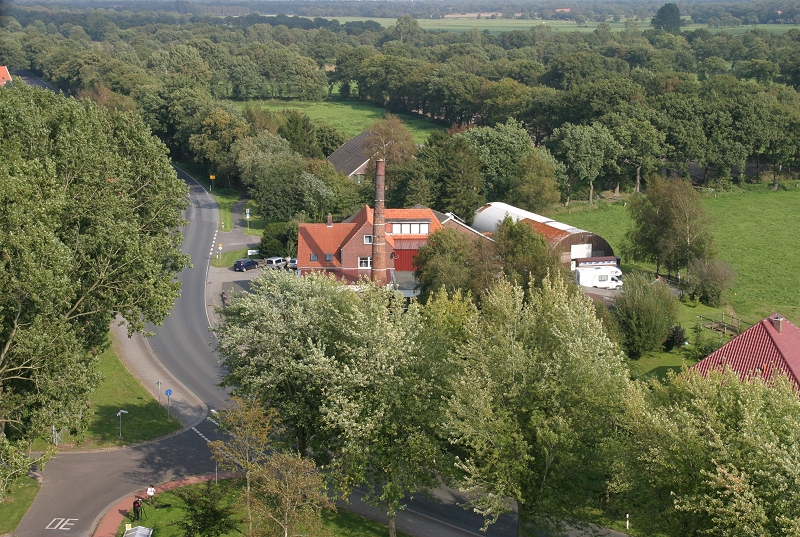
Ostfriesen Bräu vom Kirchturm

In der ehemaligen Molkerei ließ der neue Eigentümer die alten Räumlichkeiten der Milchproduktion  ab 1998 zu einer Braugaststätte mit Brauereimuseum umbauen. Im Zuge des Umbaus wurde auch eine Brauerei in den bestehenden Gebäuden eingerichtet. Am 23. April 1999 wurde die Brauerei eröffnet. In der im fränkischen Stil eingerichteten Gaststätte lassen sich sowohl dunkles Landbier als auch Bierschnaps und Bierlikör sowie biertypische Speisen, Brotzeiten und regionale Speisen genießen. Führungen sind buchbar.

### Biggenboom
In einer Ausbuchtung an der B 436 zwischen den beiden Ortschaften Bagband und Strackholt noch innerhalb der Bagbander Gemarkung liegt „der verfluchte Platz“ mit dem Biggenboom. Für beide Orte hatte der Biggenboom früher einmal eine ähnliche Bedeutung wie der Upstalsboom für das Friesentum. Streit zwischen den Ortschaften wurde oftmals am Biggenboom geschlichtet. An dieser Stätte soll früher eine Eiche gestanden haben, die von einem Blitz zerschmettert worden ist, genauso wie ein Menschenalter darauf der Sprössling des Biggenboom. Lange Zeit ist der Sage nach auf dem verfluchten Platz nichts gewachsen. Ein später gepflanzter Apfelbaum wurde vom Sturm zerbrochen, seine Früchte seien nie reif geworden, heißt es. Im März 1928 wurde ein neuer wilder Apfelbaum gepflanzt, der aber bereits zwei Jahre später wieder eingegangen war, so dass schon im März 1930 ein weiterer gepflanzt werden musste. Nachdem dieser seinen Dienst verrichtet hatte, wurde er am 16. März 2002 ersetzt.

## Kirchengemeinde Bagband

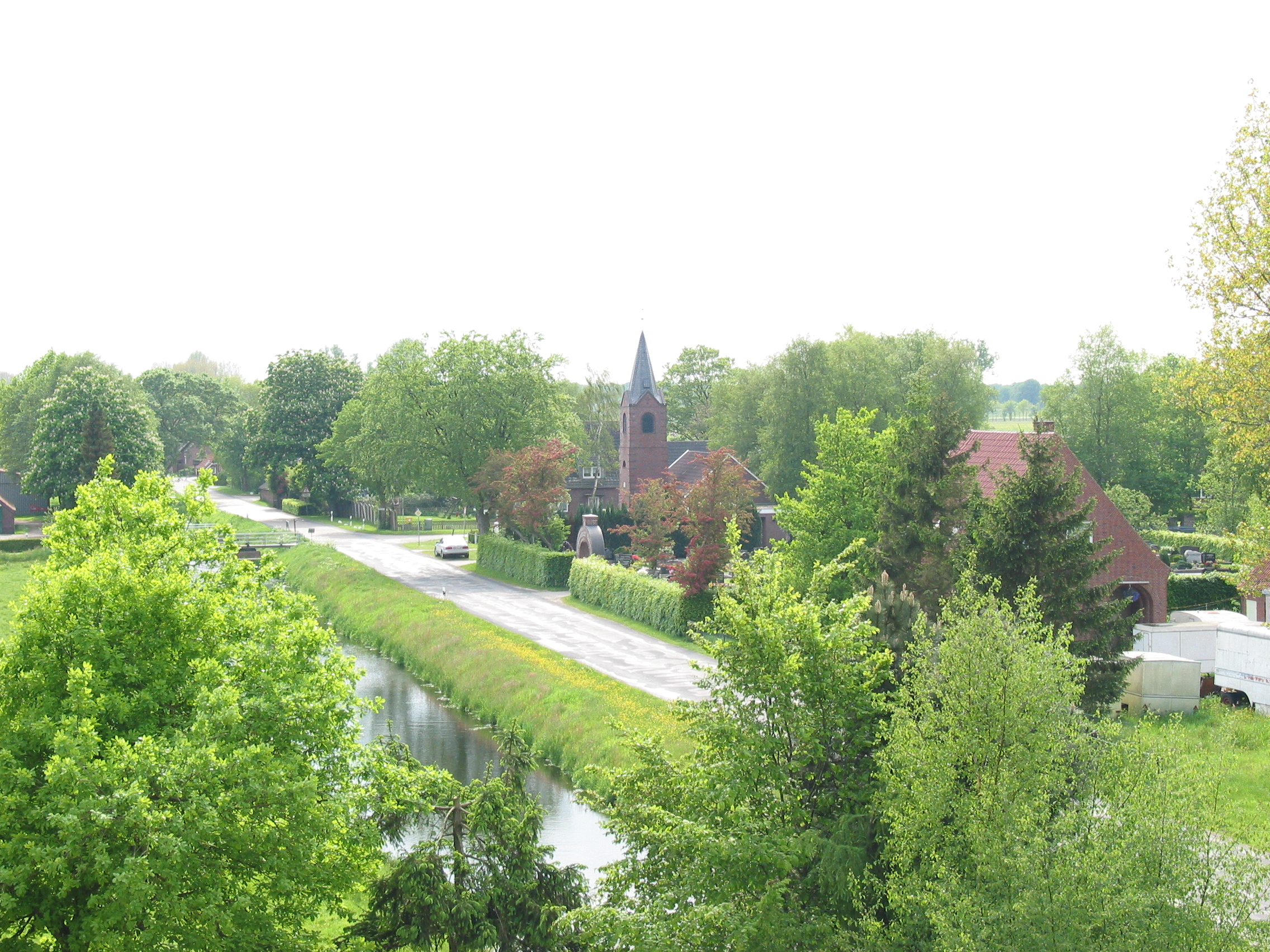
Friedhofskapelle Spetzerfehn

Die Evangelisch-lutherische Kirchengemeinde Bagband mit ihren rund 660 Mitgliedern ist die südlichste Parochie im Kirchenkreis Aurich. Zur Gemeinde gehören neben dem Dorf Bagband außerdem der Ort Neuemoor (Landkreis Leer) sowie Teile von Spetzerfehn. Herzstück der Kirchengemeinde ist die romanische Backsteinkirche aus dem 13. Jahrhundert. Zur Kirchengemeinde Bagband zählt auch die Friedhofskapelle Spetzerfehn. Die ehemalige Dorfschule der Fehnkolonisten wurde von Gemeindegliedern zu einer Kapelle ausgebaut. In der Bagbander Gemeinde treffen sich regelmäßig mehrere Kreise. Darunter sind zwei Konfirmandengruppen, ein Senioren- und ein Frauenkreis sowie ein Posaunen-, ein Kirchen- und ein Gospelchor.

## Veranstaltungen

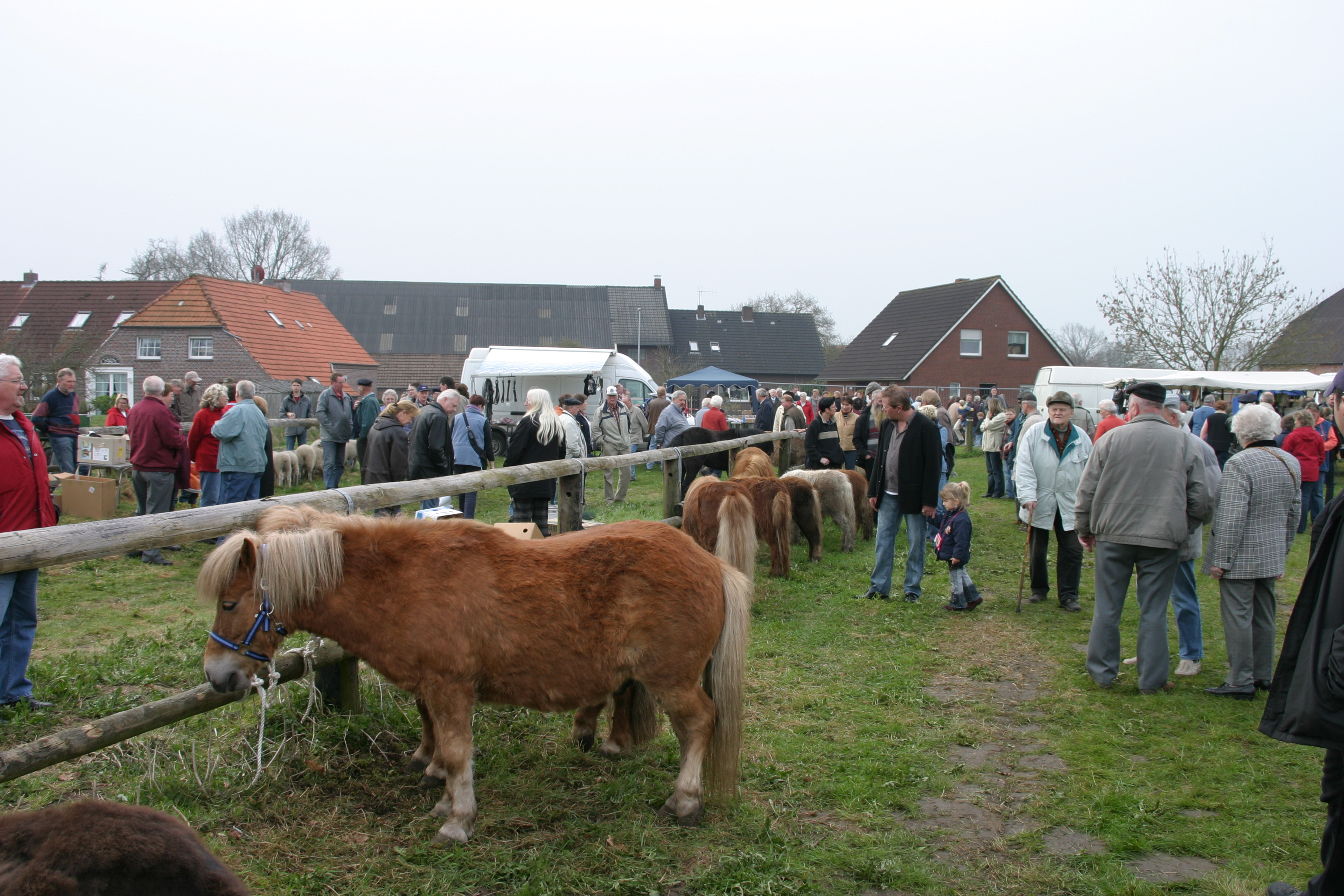
Viehmarkt des Bagbander Markt, 2006

Der Bagbander Markt fand erstmals am 28. April 1864 statt. Er gilt damit als einer der ältesten Märkte in Ostfriesland. Der Ortsrat Babagband und die Freiwillige Feuerwehr Bagband laden in jedem Jahr an einem Freitag Ende April zu dem Vieh- und Krammarkt mit abendlichem Zeltfest ein. War der Bagbander Markt vormals hauptsächlich ein Viehmarkt – bis vor dem Zweiten Weltkrieg wurden bis zu 1000 Stück Vieh aufgetrieben –, spielt der Viehmarkt heute eine Nebenrolle und wird nur noch wegen der Tradition aufrechterhalten.